# Záchrana dat
Záchrana dat je proces, při kterém dochází k obnově dat, která byla nějakým způsobem ztracena. Data se nejčastěji zachraňují z paměťových médií, jako jsou interní nebo externí pevné disky (HDD), disky SSD, USB flash disky, magnetické pásky, CD, DVD, subsystémy RAID a další elektronická zařízení. Obnova může být nutná z důvodu fyzického poškození úložných zařízení nebo logického poškození souborového systému, které brání jeho připojení hostitelským operačním systémem (OS).
K logickému poškození dochází tehdy, když jsou zařízení pevného disku funkční, ale uživatel nebo automatizovaný operační systém nemůže načíst nebo získat přístup k datům v něm uloženým. Může k nim dojít v důsledku poškození technického čipu, ztráty oddílů, smazání dat, selhání firmwaru, neúspěšného formátování/reinstalace.

## Nejčastější projevy ztráty dat
Mezi nejčastější projevy ztráty dat patří: soubor nejde otevřít nebo je poškozený. Při pokusu o přístup se systém zasekne. Počítat nenabíhá nebo nevidí pevný disk. Soubory či složky jsou nepřístupné. CD (DVD) jsou nečitelné nebo nelze zkopírovat. 

## Druhy poškození
Ke ztrátě dat může dojít několika způsoby, přičemž zde hrají roli lidský faktor, softwarová nebo hardwarová chyba, průnik zvenčí, výrobní vady, fyzický pád, otřes, únava materiálu, nečistota, přepětí, elektrický proud a přírodní živly, jako jsou povodeň nebo požár.
Základní rozdělení datového poškození lze rozdělit na poškození:
- mechanické – vadnou funkčností mechaniky zařízení („poškrábání“ disku),
- softwarové – zformátováním, smazáním dat (přesunutím do koše a jeho vysypáním atd.) nebo napadením počítačovým virem,
- jiným způsobem – např. politím vodou, zkratem.

## Průběh záchrany dat
Prvním krokem záchrany dat je diagnóza datového média, při které se zjistí příčiny závady. Po ní následuje samotná záchrana dat, která se v některých případech provádí za pomoci speciálně upravených softwarových nástrojů. Zachráněná data je dobré zkontrolovat, abychom se ujistili, že právě ta, která jsou nám nejdražší, jsou skutečně přítomna. Pro rychlejší postup je dobré označit jen ta data, která skutečně stojí za to zachránit. Pokud se zdá, že jsou data úplná, dojde ke zkopírování dat na jiný pevný disk nebo datové médium (CD, DVD).

## Čemu se vyhnout při ztrátě dat
Rozsah ztráty dat může narůst, pokud je porucha mechanická, tedy v případě manipulace se soubory, jako jsou kopírovaní, přesouvání nebo i mazání. To znamená, že jakákoliv nová instalace programu nebo dokonce i nový start systému (počítače) může způsobit zápis na místo, kde mohla být uložena ztracená data. Proto je potřeba co nejdříve médium, na kterém jsou data uložena, opravit, resp. speciálně vytvořit kopii disku a z ní pak ztracená data extrahovat.
Pokud vám na datech skutečně záleží, doporučuje se vypnutí systému a předání poškozeného média specializované společnosti. Riziko, že bude neodborným zásahem záchrana znemožněna, je příliš vysoké.

## Jaká je prevence ztráty dat
Účinnou prevencí je časté a pravidelné zálohování dat. Pomoci však může i software pro prevenci ztráty dat (DLP), který detekuje potenciální narušení dat/exfiltraci přenosů a předchází ztrátám za pomoci monitorování, zjišťováním a blokováním citlivých dat během používání (akce na koncových bodech), během pohybu (síťový provoz) a v klidu (ukládání dat). Pojmy „ztráta dat“ a „únik dat“ spolu souvisí a často se používají zaměnitelně.